# Adrien Silva
Adrien Sébastien Perruchet Silva (Angulema, el 15 de març de 1989) conegut com a Adrien Silva és un jugador de futbol portuguès que juga com a centrecampista, i que és conegut per les seves habilitats de regateig i passada.
Actualment milita a l'Al-Wahda de la Lliga dels Emirats Àrabs Units de futbol.